# Neuilly-l'Hôpital
Neuilly-l'Hôpital je francouzská obec v departementu Somme v regionu Hauts-de-France. V roce 2012 zde žilo 321 obyvatel.

## Sousední obce
Agenvillers, Canchy, Domvast, Drucat, Hautvillers-Ouville, Lamotte-Buleux, Millencourt

## Vývoj počtu obyvatel
Počet obyvatel